# My Love (песня Westlife)
«My Love» — ведущий сингл с альбома Coast To Coast ирландской группы Westlife.
Релиз сингла состоялся 30 октября 2000 года: аккурат за неделю до выхода второго лонгплея группы. Песня дебютировала на первой строчке британского хит-парада и стала для Westlife уже седьмым синглом кряду, покорившим чарты Туманного Альбиона. Композиция также возглавила музыкальные чарты Ирландии, Швеции и Аргентины. А по итогам голосования на телеканале ITV сингл «My Love» был признан «записью года».

## Список композиций

### Великобритания (CD1)
1. My Love (Radio Edit) — 3:52
2. If I Let You Go (USA Mix) — 3:40
3. If I Let You Go (USA Video) — 3:40

### Великобритания (CD2)
1. My Love (Radio Edit) — 3:52
2. My Love (Instrumental) — 3:52
3. My Love (Video) — 3:52

## Возможное использование песни американскими спецслужбами
Как сообщает The Irish Times со ссылкой на Американский союз защиты гражданских свобод, песню использовало ЦРУ для пыток подозреваемых в терроризме: «Следователи по очереди включали заключенному нежную песню My love и тяжелый метал. Все это было в режиме повтора на невероятной громкости.»

В статье также утверждается, что подобную программу пыток разработали два психолога Джеймс Митчелл и Брюс Джессен. Им также принадлежит инициатива погружения головы заключенного в воду, после чего по телу подозреваемых наносили бы удары, а потом лишали бы сна и еды.
Киан Иган, бывший участник группы Westlife, заявил, что был не в курсе, что ЦРУ использовало их сингл в качестве пыток. «Это новость для меня, но, вероятно, такие пытки дали результат. Это очень раздражающая песня, особенно если слушать её снова и снова», — сказал он.

## Позиция в чартах
| Страна             | Высшая позиция в чарте |
| ------------------ | ---------------------- |
| Аргентина          | 1                      |
| Австралия          | 36                     |
| Бельгия (Фландрия) | 6                      |
| Великобритания     | 1                      |
| Ирландия           | 1                      |
| Нидерланды         | 9                      |
| Новая Зеландия     | 3                      |
| Норвегия           | 3                      |
| Швейцария          | 38                     |
| Швеция             | 1                      |